# 孫枝 (嘉靖進士)
孫枝（？—？），字子榮，一字敬身，號思泉，浙江杭州府仁和縣民籍，錢塘縣人，明朝政治人物。

## 生平
嘉靖三十四年（1555年）乙卯科浙江鄉試第七十名舉人。嘉靖三十八年（1559年）中式己未科會試第一百八十二名，三甲第三名進士。授太常寺博士，四十一年七月选授户科給事中，四十二年五月升本科右給事中，隆庆初巡視光祿寺，釐定積弊。隆庆元年（1567年）四月升刑科左，巡視京營，世宗下詔命太監呂用等出典京營軍，枝力諫反對，事寢。二年二月升工科都，三年正月官山西布政使司右參政，分守冀寧，六年正月因未入京賀萬壽節，落職歸里，卒。有《孫敬身詩文》。

## 家族
曾祖孫玉；祖父孫宗黻；父孫揚，母姚氏。慈侍下。